# Gideå socken
Gideå socken i Ångermanland ingår sedan 1971 i Örnsköldsviks kommun och motsvarar från 2016 Gideå distrikt.
Socknens areal är 472,50 kvadratkilometer, varav 439,90 land. År 2000 fanns här 1 304 invånare. Gideå bruk samt tätorten och kyrkbyn Gideå med sockenkyrkan Gideå kyrka ligger i socknen. 

## Administrativ historik
Gideå socken bildades 1807 genom utbrytning ur Arnäs socken. 1872 utbröts Trehörningsjö socken med motsvarande jordebokssocken 1885.
Vid kommunreformen 1862 övergick socknens ansvar för de kyrkliga frågorna till Gideå församling och för de borgerliga frågorna bildades Gideå landskommun. Landskommunen uppgick 1971 i Örnsköldsviks kommun. Församlingen uppgick 2014 i Gideå-Trehörningsjö församling.
1 januari 2016 inrättades distriktet Gideå, med samma omfattning som församlingen hade 1999/2000.  
Socknen har tillhört fögderier, tingslag och domsagor enligt vad som beskrivs i artikeln Ångermanland.  De indelta båtsmännen tillhörde Andra Norrlands andradels båtsmanskompani.

## Geografi
Gideå socken ligger norr och nordost om Örnsköldsvik kring Gideälven och Husån. Socknen har odlingsbygd vid vattendragen och är i övrigt bergig sjörik skogsbygd med höjder som når 373 meter över havet.

### Geografisk avgränsning
Gideå sockens sydligaste punkt ligger vid Örnsköldsviks flygplats. Sockengränsen mellan Gideå och Arnäs socken går tvärs genom flygplatsområdet. Från flygplatsen går gränsen mot nordost på en sträcka av cirka 5 km fram till Gideälven. Mitt i älven vid berget Klumpen nedströms byn Väster-Eldsmark ligger "tresockenmötet" Gideå-Arnäs-Grundsunda. Här går gränsen norrut och avgränsar socknen mot Grundsunda socken i öster. Denna sydöstra del av socknen präglas av Gideälven och Gideå bruk. Fem kilometer uppströms från Gideå bruk ligger tätorten Gideå. Söder om samhället avvattnas Gissjön (107 m ö.h.) via den lilla Sjöbottviken av Gideälven. Vid Norrgissjö ligger en kraftverksdamm, som dämmer upp Sjöbottviken. På Gissjöns norra sida ligger Skallberget (259 m ö.h.) med Skallbergsgrottan. Vid sjöns nordsida ligger även byarna Rullnäs och Juviken. Rullnäset sticker ut i Gissjön. I sjöns nordvästra ände mynnar Gideälven strax söder om byn Västergissjö. Cirka 5 km uppströms kommer så Bodumsjön (106 m ö.h.). Norr om Gideälvens avflöde från sjön ligger byn Svedje och i sjöns nordvästände ligger byn Getingstabodum. Cirka 2 km uppströms Gideälven från mynningen i Bodumsjön går sockengränsen mot Björna socken. 
I socknens sydvästra del ligger byn Getingsta samt Getingstaberget och Getingstasjön (165 m ö.h.).
Vid en punkt cirka 1 km söder om Råtjärnberget i sydväst ligger "tresockenmötet" Gideå-Arnäs-Själevad. Från denna punkt går den södra gränsen mot Arnäs via Lilltjärnberget, Bremsdalskullen, Gammfäbodtjärnen (176 m ö.h.), Storberget och nordspetsen av Bursjön (90 m ö.h.) fram till Örnsköldsviks flygplats.
Gränsen mot Själevads socken i väster går på en sträcka av cirka 6 kilometer från Råtjärnen till Gideälven vid Bergvattssjön. Här ligger "tresockenmötet" Gideå-Själevad-Björna.
På en sträcka av cirka 10 km mellan Bergvattssjön och Malklippen gränsar socknen i nordväst mot Björna socken. På Malklippen ligger "tresockenmötet" Gideå-Björna-Trehörningsjö. Denna nordvästra del av socknen är i stort sett obebyggd vildmark med sjöar som Hemsjön, Holmsjön, Stor-Bursjön samt Rensjön. Norr om Rensjön ligger Rensjöliden.
Mellan Malklippen och Lill-Ersmyran vid länsgränsen gränsar Gideå i norr mot Trehörningsjö socken. Vid Lill-Ersmyran ligger "tresockenmötet" Gideå-Trehörningsjö-Nordmaling. Härifrån gränsar socknen i nordost mot Nordmalings socken i Västerbottens län på en sträcka av cirka 14 km till Tällvattnet. Här ligger "tresockenmötet" Gideå-Nordmaling-Grundsunda. Från Tällvattnet går gränsen söderut och avgränsar Grundsunda socken i öster.
I Gideå sockens nordöstra del dominerar Husåns samt Hattsjöåns dalgångar.
Husån avvattnar Yttre Lemesjön på gränsen mot Trehörningsjö socken. Här ligger byn Byviken med hembygdsgård. På sjöns västra sida ligger byn Långviken. Cirka 4 km nedströms utflödet från Yttre Lemesjön flyter Husån in i Gryssjön (138 m ö.h.). Gryssjösvedjan ligger på denna sjös nordvästra strand. Cirka 4 km öster om Gryssjön ligger byarna Salberg samt Kilen, båda invid Saluberget (217 m ö.h.) vid gränsen mot Nordmaling.
Sammanflödet mellan Husån och Hattsjöån ligger vid byn Flärke med bygdegård. I Hattsjöåns dalgång uppströms ligger byarna Hattsjö och Flyggsjö. Sjöarna Flyggsjön (154 m ö.h.) samt Stor-Hattsjön (150 m ö.h.) avvattnas av Hattsjöån. 
Söder om Flärke ligger Hundsjön (130 m ö.h.) med byarna Kolhuggstret och Hundsjö. Nedströms längs Husån ligger byn Nyland.

## Historia
Från stenålderns fångstkultur har man anträffat ett antal boplatser samt en större mängd lösfynd. I området finns fångstgropar, men de är från senare tider.
Den nuvarande bygden har anlagts från medeltiden och framåt. Det finns lämningar av ett bruk med en hammarsmedja från 1800-talet.
Enligt skatteboken för Ångermanland för år 1550 hade Gideå socken 11 byar då. Dessa var bebodda av bönder. Det fanns tre ödebyar.[källa behövs]
Efter andra världskriget skedde en stor avflyttning. Denna trend bröts dock under 1980-talet bland annat genom infyttning av barnfamiljer.
Gideå järnbruk fick privilegium år 1804 och stod färdigt 1806. Bruket lades dock ned på 1870-talet. Bruksherrgården är byggd i trä och har en och en halv våning. Taket är ett s.k. valmtak. Herrgården byggdes enligt ritningar daterade 1826.

## Namnet
Namnet (1486 Gide) kommer från bruket. Namnet återgår på bynmanet Gided i Björna socken. Och både bruket och bynamnet kommer från Gideälvens namn (1541 Gidhån) som möjligen bildats av gidh, 'gapa, ligga öppen'.

## Befolkningsutveckling
| Befolkningsutvecklingen i Gideå socken 1810–1990 | Befolkningsutvecklingen i Gideå socken 1810–1990 | Befolkningsutvecklingen i Gideå socken 1810–1990 | Befolkningsutvecklingen i Gideå socken 1810–1990 | Befolkningsutvecklingen i Gideå socken 1810–1990 |
| --- | ------------------------------------------------ | ------------------------------------------------ | ------------------------------------------------ | ------------------------------------------------ |
| |                                                  |                                                  |                                                  |                                                  |
| År |                                                  |                                                  | Folkmängd                                        |                                                  |
| 1810 | 1810                                             |                                                  | 757                                              |                                                  |
| 1820 | 1820                                             |                                                  | 1 065                                            |                                                  |
| 1830 | 1830                                             |                                                  | 1 476                                            |                                                  |
| 1840 | 1840                                             |                                                  | 1 943                                            |                                                  |
| 1850 | 1850                                             |                                                  | 2 396                                            |                                                  |
| 1860 | 1860                                             |                                                  | 2 934                                            |                                                  |
| 1870 | 1870                                             |                                                  | 2 580                                            |                                                  |
| 1880 | 1880                                             |                                                  | 2 790                                            |                                                  |
| 1890 | 1890                                             |                                                  | 3 017                                            |                                                  |
| 1900 | 1900                                             |                                                  | 3 032                                            |                                                  |
| 1910 | 1910                                             |                                                  | 3 118                                            |                                                  |
| 1920 | 1920                                             |                                                  | 3 149                                            |                                                  |
| 1930 | 1930                                             |                                                  | 2 886                                            |                                                  |
| 1940 | 1940                                             |                                                  | 2 902                                            |                                                  |
| 1950 | 1950                                             |                                                  | 2 584                                            |                                                  |
| 1960 | 1960                                             |                                                  | 2 138                                            |                                                  |
| 1970 | 1970                                             |                                                  | 1 619                                            |                                                  |
| 1980 | 1980                                             |                                                  | 1 415                                            |                                                  |
| 1990 | 1990                                             |                                                  | 1 349                                            |                                                  |
| Anm: Tabellen inkluderar Trehörningsjö fram till 1860. Källor: Umeå universitet - Tabellverket 1749-1859, Demografiska databasen, CEDAR, Umeå universitet. |                                                  |                                                  |                                                  |                                                  |